# Rancho Texicano: The Very Best of ZZ Top
Rancho Texicano: The Very Best of ZZ Top è una raccolta del gruppo musicale rock statunitense ZZ Top, pubblicato l'8 giugno 2004 dall'etichetta discografica Rhino.

## Tracce

### Disco 1
1. Brown Sugar (Gibbons) – 5:22
2. Goin' Down to Mexico (Gibbons, Hill, Bill Ham) – 3:22
3. Just Got Back from Baby's (Gibbons, Ham) – 4:10
4. Francine (Gibbons, Kenny Cordray, Steve Perron) – 3:34
5. Just Got Paid (Gibbons, Ham) – 4:28
6. Bar-B-Q (Gibbons, Ham) – 3:27
7. La Grange – 3:53
8. Waitin' for the Bus (Gibbons, Hill) – 2:53
9. Jesus Just Left Chicago – 3:30
10. Beer Drinkers and Hell Raisers – 3:24
11. Mexican Blackbird – 3:06
12. Tush – 2:17
13. Thunderbird – 3:06
14. Blue Jean Blues – 4:44
15. Heard It on the X – 2:25
16. It's Only Love – 4:23
17. Arrested for Driving While Blind – 3:07
18. I Thank You (Isaac Hayes, David Porter) – 3:26
19. Cheap Sunglasses – 4:48
20. I'm Bad, I'm Nationwide – 4:49
21. A Fool for Your Stockings – 4:14

### Disco 2
1. Tube Snake Boogie – 3:03
2. Pearl Necklace – 4:06
3. Gimme All Your Lovin' – 4:00
4. Sharp Dressed Man – 4:14
5. Legs – 3:36
6. Got Me Under Pressure – 3:59
7. Sleeping Bag – 4:04
8. Stages – 3:32
9. Rough Boy – 4:51
10. Velcro Fly – 3:30
11. Woke Up with Wood – 3:46
12. Doubleback – 3:57
13. My Head's in Mississippi – 4:20
14. Viva Las Vegas (Doc Pomus, Mort Shuman) – 4:45
15. Cheap Sunglasses [live] – 5:14
16. Legs [Dance Mix] – 7:51
17. Velcro Fly [12" Remix] – 6:38